# عثمان بن عفان (سوهاج)
قرية عثمان بن عفان هي إحدى القرى التابعة لمركز جهينة بمحافظة سوهاج في جمهورية مصر العربية. حسب إحصاءات سنة 2006، بلغ إجمالي السكان في عثمان بن عفان 104 نسمة، منهم 51 رجل و53 امرأة.